# Zoutleeuw
Zoutleeuw (franceză Léau) este un oraș din regiunea Flandra, Belgia. 